# Liste der Monuments historiques in Cannes-Écluse
Die Liste der Monuments historiques in Cannes-Écluse führt die Monuments historiques in der französischen Gemeinde Cannes-Écluse auf.

## Liste der Objekte
| Bezeichnung                                                                | Beschreibung                             | Standort                           | Kennzeichnung | Schutzstatus | Datum | Bild |
| -------------------------------------------------------------------------- | ---------------------------------------- | ---------------------------------- | ------------- | ------------ | ----- | ---- |
| Ölgemälde Heilige Familie                                                  | Ende des 19. Jahrhunderts                | in der Kirche Saint-Georges (Lage) | PM77003358    | Inscrit      | 1979  |      |
| Ölgemälde Madonna mit Kind und Johannes der Täufer                         | 18. Jahrhundert                          | in der Kirche St-Georges (Lage)    | PM77003361    | Inscrit      | 1979  |      |
| Ölgemälde Verkündigung                                                     | 17. Jahrhundert                          | in der Kirche St-Georges (Lage)    | PM77003360    | Inscrit      | 1979  |      |
| Vier Ölgemälde: Die Heiligen Georg, Vincent, Franz von Assisi und Nikolaus | 18./19. Jahrhundert                      | in der Kirche St-Georges (Lage)    | PM77003362    | Inscrit      | 1979  |      |
| Sarkophag                                                                  | Stein, 7. oder 8. Jahrhundert            | in der Kirche St-Georges (Lage)    | PM77000218    | Classé       | 1938  |      |
| Skulptur eines Apostels                                                    | Holz, polychrom gefasst, 17. Jahrhundert | in der Kirche St-Georges (Lage)    | PM77003711    | Inscrit      | 1980  |      |
| Ölgemälde Pfingsten                                                        | Ende des 19. Jahrhunderts                | in der Kirche St-Georges (Lage)    | PM77003357    | Inscrit      | 1979  |      |
| Ölgemälde einer Heiligen mit Krone                                         | 16. Jahrhundert                          | in der Kirche St-Georges (Lage)    | PM77003359    | Inscrit      | 1979  |      |
| Skulptur des heiligen Vinzenz                                              | Holz, polychrom gefasst, 18. Jahrhundert | in der Kirche St-Georges (Lage)    | PM77003356    | Inscrit      | 1979  |      |
| Wandteppich: Madonna mit Kind                                              | 19. Jahrhundert                          | in der Kirche St-Georges (Lage)    | PM77003363    | Inscrit      | 1979  |      |